# أندر موريللو
أندر موريللو غارسيا (بالإسبانية: Ander Murillo)، من مواليد 22 يوليو 1983 في سان سباستيان في إسبانيا، لاعب كرة قدم إسباني.
بدأ مسيرته الكروية مع نادي بلباو أثلتك في موسم 2000/2001، ولعب معهم 14 مباراة، ومنذ عام 2001 وهو يلعب مع نادي أثلتك بلباو.

## روابط خارجية
- أندر موريللو على موقع قاعدة بيانات كرة القدم.إي يو (الإنجليزية)
- أندر موريللو على موقع Soccerway.com (الإنجليزية)
- أندر موريللو على موقع عالم كرة القدم.نت (الإنجليزية)
- أندر موريللو على موقع كووورة